# I sogni si spiegano da soli
I sogni si spiegano da soli (Dreams must explain themselves: the selected non-fiction of Ursula K. Le Guin) è una raccolta di cinquantuno saggi della scrittrice statunitense Ursula K. Le Guin pubblicata per la prima volta in Gran Bretagna da Gollancz nel 2018. Una selezione di questi saggi è stata pubblicata in italiano da Edizioni SUR nel 2022 con la traduzione di Veronica Raimo. 

## Struttura
I venti saggi e discorsi di Le Guin raccolti in questo volume sono stati scritti o pronunciati tra il 1973 e il 2014, trattano svariati temi tra cui: utopia, femminismo, fantasy, fantascienza, vecchiaia, eroismo e critica letteraria.
Dall'edizione italiana sono stati esclusi i seguenti testi:
- From Elfland to Poughkeepsie
- Why Are Americans Afraid of Dragons?
- Introduction to The Word for World is Forest
- Close Encounters, Star Wars, and the Tertium Quid
- Shikasta by Doris Lessing
- It was a Dark and Stormy Night: Or, Why Are We Huddling about the Campfire?
- The Marriages Between Zones Three, Four and Five by Doris Lessing
- Some Thoughts on Narrative
- Italian Folktales by Italo Calvino
- The Princess
- Facing It
- The Sentimental Agents by Doris Lessing
- Whose Lathe?
- Theodora
- Science Fiction and the Future
- Prospects for Women in Writing
- Things Not Actually Present: On The Book of Fantasy and J. L. Borges
- Prides: An Essay on Writing Workshops
- The Writer On, and At, Her Work
- Off the Page: Loud Cows, a Talk and a Poem about Reading Aloud
- Reading Young, Reading Old: Mark Twain’s Diaries of Adam and Eve
- The Operating Instructions
- The Question I get Asked Most Often
- Rhythmic Pattern in The Lord of the Rings
- A Matter of Trust
- The Critics, the Monsters, and the Fantasists
- Collectors, Rhymesters, and Drummers
- About Feet
- The Writer and the Character
- Cheek by Jowl: Animals in Children’s Literature
- Why Kids Want Fantasy, or, Be Careful What You Eat

## Contenuto
- Prefazione di Veronica Raimo
- Discorso di accettazione del National Book Award (Conferitole nel 1973 per il libro La spiaggia più lontana)
- I sogni si spiegano da soli (Dreams must explain themselves, pubblicato in Algol nº 21 nel 1973)
- Una cittadina di Mondath (A citizen of Mondath, pubblicato in Foundation nº 4 nel 1973)
- Il genere è necessario? Versione aggiornata (Is Gender Necessary, pubblicato in Aurora: Beyond Equality, Fawcett, 1976)
- Introduzione a La mano sinistra del buio (Introduzione all'edizione in brossura del 1976)
- La vecchietta spaziale (The Space Crone, pubblicato in The CoEvolution Quarterly nel 1976)
- Creare un mondo (World-Making, pubblicato in Women writers of the West Coast nel 1983)
- Una visione non-euclidea della California come luogo freddo (A Non-Euclidean View of California as a Cold Place to Be, pubblicato in The Yale Review nel 1983)
- Un discorso accademico scritto con la mano sinistra (A Left-Handed Commencement Address, 1983)
- Discorso per la consegna dei diplomi al Bryn Mawr (Bryn Mawr Commencement Address, 1983)
- Eroi (Heroes,  1986)
- La teoria letteraria del sacchetto della spesa (The Carrier Bag Theory of Fiction, pubblicato in Women of Vision nel 1988)
- La figlia della pescatrice (The Fisherwoman’s Daughter, 1988)
- Zii indiani (Indian Uncles, pubblicato in The Wave in the Mind nel 2003)
- Cani, gatti e danzatori: riflessioni sulla bellezza (Dogs, Cats, and Dancers: Thoughts about Beauty, pubblicato in Allure nel 1992)
- Mi presento (Introducing Myself, pubblicato in Left Bank nel 1992)
- Tutte le famiglie felici (All Happy Families, pubblicato in Michigan Quarterly Review nel 1997)
- Sulla frontiera (On the Frontier, pubblicato col titolo Which side Am I on, anyway? su Frontiers nel 1996
- Corpo vecchio, zero scrittura (Old Body, Not Writing, pubblicato in The Wave in the Mind nel 2003)
- Discorso di accettazione per il National Book Award alla carriera (2014)

## Edizioni
- Dreams Must Explain Themselves: the selected non-fiction of Ursula K. Le Guin, Gollancz, 2018, p. 400, ISBN 978-1-4732-0594-9.
- I sogni si spiegano da soli: Immaginazione, utopia, femminismo, selezione, cura e traduzione di Veronica Raimo, BigSUR 66, Edizioni SUR, 2022, p. 245, ISBN 978-88-6998-306-1.